# Клан Огилви
Огилви — один из кланов горной части Шотландии.

## История клана
Огилви является одним из наиболее прославленных родов Шотландии и ведет происхождение от Гиллибрайта, второго сына Гилкриста, графа Ангуса. Получив около 1163 года от Вильгельма Льва баронство, в 1177 году он завещал своему младшему сыну Гилберту земли Огилви и Восточного Поури.
В 1296 году имя Патрика Огилви упоминается в Рагманском свитке, на страницах которого шотландские дворяне принесли клятву верности английскому королю Эдуарду I. Однако оба сына Патрика поддержали Роберта Брюса.
В 1429 году сэр Патрик Огилви сражался на стороне Жанны д'Арк. 
В XIV–XV веках чифтейны клана Огилви были шерифами графства Ангус. Сын сэра Вальтера Огилви оф Афтерхаус погиб в битве с кланом Робертсон в 1394 году. 
Одна из ветвей рода носит титул графов Эрли (Airlie), другая — графов Сифильд (Seafield). Ветвь рода Огилви переселилась в Россию. Александр Александрович Огилви (1765—1847) был членом адмиралтейств—совета. Его потомство внесено во II часть родословной книги Санкт-Петербургской и Тверской губерний.
- Огильви, Георг Бенедикт (1651—1710) — участник Северной войны, военачальник трёх армий, российский генерал-фельдмаршал-лейтенант.

В 1715 году большинство клана Огилви, поддержав Якобитское восстание, встало под знамёна 23-го графа Мара.